# 마선구 2378호
마선구 2378호 고분(麻線溝 2378號 古墳)은 고구려의 왕인 차대왕 혹은 봉상왕의 무덤으로 추정된다.

## 같이 보기
- 유네스코 세계유산 제1135호 고대 고구려 왕국 수도와 묘지